# Nathaniel Phillips
Nathaniel Harry Phillips (* 21. března 1997 Bolton) je anglický profesionální fotbalista, který hraje na pozici středního obránce za skotský klub Celtic FC, kde je na hostování z Liverpoolu.

## Klubová kariéra

### Začátek kariéry
V roce 2016 se připojil k akademii Liverpoolu. V létě 2018 začal Phillips trénovat s prvním týmem Liverpoolu a stal se členem kádru Jürgena Kloppa, ale stále hrál za rezervní tým.

### VfB Stuttgart
V roce 2019 odešel na hostování do druholigového německého klubu VfB Stuttgart, kde si odbyl svůj profesionální debut.

### Návrat do Liverpoolu
Po konci hostování se vrátil zpátky do Liverpoolu, kde v sezoně 2020/21 pravidelně nastupoval a odehrál 17 ligových utkání.

### AFC Bournemouth
Dne 31. ledna 2022 odešel na hostování do AFC Bournemouth do konce sezony.

## Osobní život
Nathaniel je synem bývalého fotbalisty Jimmyho Phillipse a pod jeho vedením hrál v akademii Boltonu Wanderers. Od roku 2023 je ve vztahu s Molly Moorish-Gallagher, dcerou zpěváka skupiny Oasis Liama Gallaghera.